# 高田康成
高田 康成（たかだ やすなり、1950年1月14日 - ）は、日本の英文学者。東京大学名誉教授、名古屋外国語大学名誉教授。日本学士院会員。専攻は中世英文学、表象古典文化論（古典ラテン文学）。

## 略歴
東京生まれ。東京都立航空工業高等専門学校中退。1972年国際基督教大学教養学部卒業。1976年東京大学大学院人文科学研究科博士課程中退。同年、大阪大学言語文化部助手。1978年から1980年にケンブリッジ大学留学。1984年東北大学文学部助教授、1989年東京大学教養学部助教授、1994年同大学大学院総合文化研究科教授。2015年定年退任、名誉教授、名古屋外国語大学現代英語学部教授。2020年定年、名誉教授。同年、日本学士院会員に選ばれる。

## 著書
- 『キケロ ヨーロッパの知的伝統』（岩波新書） 1999
- 『クリティカル･モーメント 批評の根源と臨界の認識』（名古屋大学出版会） 2010

### 共著・共編
- 『シェイクスピアへの架け橋』（河合祥一郎, 野田学共著、東京大学出版会） 1998
- 『ムーサよ、語れ 古代ギリシア文学への招待』（川島重成共編、三陸書房） 2003

第5章「古代ギリシアの顕現」を執筆
- 『英語 6 2003』（成田篤彦共著、放送大学） 2003
- 『イギリス文学』（山内久明, 高橋和久共著、放送大学） 2003
- 『インティマシーあるいはインテグリティー 哲学と文化的差異』（トマス・カスリス、衣笠正晃訳、法政大学出版局 叢書・ウニベルシタス） 2016 - 解説

## 翻訳
- 『文芸批評とイデオロギー マルクス主義文学理論のために』（テリー・イーグルトン、岩波書店、岩波現代選書） 1980
- 『キケロ』（ピエール・グリマル、白水社、文庫クセジュ） 1994
- 『中世ヨーロッパの歌』（ピーター・ドロンケ、水声社） 2004
- 『キケロ もうひとつのローマ史』（アントニー・エヴァリット、白水社） 2006、新装版2015
- 『師弟のまじわり』（ジョージ・スタイナー、岩波書店） 2011／ちくま学芸文庫、2024
- 『エラスムス=トマス・モア 往復書簡』（沓掛良彦共訳、岩波文庫） 2015 - 後者トマスを担当
- E・アウエルバッハ『文学と戦争　ヨーロッパの歴史と文化をめぐる亡命者の思索（1938-1947）』
クリスティアン・リヴォレッティ編（竹峰義和共訳、法政大学出版局、叢書・ウニベルシタス）、2025年6月

## 論文
- Cinii